# آرام شاهين داود باكويان
آرام شاهين داود باكويان (مواليد ١1954) عضو في برلمان إقليم كردستان العراق. من أصل أرمني. كان عضوًا في قوات البيشمركة الكردية بين عامي 1968 و1974، ثم سُجن وتعرض للتعذيب في عهد صدام حسين، وبعد إطلاق سراحه أصبح زعيمًا للجالية الأرمنية في زاخو. انتُخب لعضوية البرلمان الوطني الكردستاني عام 2009.

## العائلة
وُلِد باكويان عام 1954 في أفزروك ميري، شمال إقليم كردستان. وهو سليل عشيرة جيزناخ في حكاري، شمال كردستان (تركيا حاليًا). لديه ثلاثة أبناء وبنت واحدة.

## المهنة السياسية
في الانتخابات البرلمانية لعام 2009 في إقليم كردستان الاتحادي، خُصص أحد عشر مقعدًا من أصل 111 مقعدًا للأقليات، بما في ذلك الآشوريين والتركمان والأرمن. وكان آرام باكويان أحد المرشحين الأرمن الثلاثة الذين خاضوا الحملة الانتخابية، وقد فاز. ورغم أن عدد الأرمن في كردستان لم يكن يتجاوز 800 أرمني يحق لهم التصويت آنذاك، إلا أن آرام باكويان حصل على 4200 صوت. بينما فاز منافساه، أيرتكس مورسيس سركيسيان وإشخان ملكون سركيسيان، بـ 2900 و880 صوتًا على التوالي.
أحد الأسباب المهمة لدعم الأكراد للمرشحين الأرمن وخاصةً آرام باكويان، هو أنه كان معروفًا بالفعل بماضيه في البيشمركة (مقاتل الحرية الكردي). في عام 1968 انضم هو وستة أرمن آخرين من زاخو إلى البيشمركة، وقاتلوا إلى جانب أعضاء أكراد من الحزب الديمقراطي الكردستاني ضد نظام البعث بقيادة صدام حسين. في عام 1974 أصيب باكويان بانفجار مدفع في كتفه الأيسر ومكث ثلاثة أشهر في مستشفى في مهاباد، بكردستان في إيران. وظل ذراعه اليسرى مشلولًا. بعد عودته إلى الوطن، حُكم على باكويان في عام 1977 بالسجن لمدة خمس سنوات بسبب أنشطته السياسية. تعرض باكويان للتعذيب في السجن، كما حدث مع العديد من السجناء السياسيين الأكراد الآخرين في ذلك الوقت. في عام 1979 أُطلق سراحه واستمر في المشاركة بنشاط في الحياة السياسية والاجتماعية. انتُخب باكويان مرتين زعيمًا للجالية الأرمنية في زاخو في الفترة من 1982 إلى 1990.
آرام اليوم عضو في لجنتين برلمانيتين: لجنة البلديات ولجنة الإسكان والإعمار. يُساهم في مشاريع التنمية الجديدة في إقليم كردستان، ويعمل أيضًا على الحفاظ على التراث الثقافي الأرمني ومساعدة الجالية الأرمنية.